# Psychotria anceps
Psychotria anceps är en måreväxtart som beskrevs av Carl Sigismund Kunth. Psychotria anceps ingår i släktet Psychotria och familjen måreväxter. Inga underarter finns listade i Catalogue of Life.